# 84e régiment d'infanterie (France)
Le 84e régiment d'infanterie (84e RI) est un régiment d'infanterie de l'Armée de terre française, à double héritage, créé sous la Révolution à partir du régiment de Rohan, un régiment français d'Ancien Régime, et du 9e régiment d'infanterie légère créé à partir des chasseurs des Cévennes.

## Création et différentes dénominations
Le 84e régiment d’infanterie a la particularité, comme tous les régiments d’infanterie portant un numéro entre le 76e et le 99e, d’être l'héritier des traditions de deux régiments : le 84e régiment d'infanterie de ligne et le 9e régiment d'infanterie légère.
- 1er janvier 1791 : à la Révolution, tous les régiments prennent un nom composé du nom de leur arme avec un numéro d'ordre donné selon leur ancienneté. Le régiment de Rohan devient le 83e régiment d'infanterie de ligne (ci-devant Rohan) ;
- 29 juillet 1794 : amalgamé il prend le nom de 84e demi-brigade de première formation
- 22 décembre 1795 : reformé en tant que 84e demi-brigade de deuxième formation
- 24 septembre 1803 :  reformé en tant que 84e régiment d'infanterie de ligne
- 16 juillet 1815 : comme l'ensemble de l'armée napoléonienne, il est licencié à la Seconde Restauration.
- 1820 : Lors de la réorganisation des corps d'infanterie français en 1820, le 84e régiment d'infanterie de ligne n'est pas recréé et le no 84 disparait jusqu'en 1854.
- En 1854, l'infanterie légère est transformée, et ses régiments sont convertis en unités d'infanterie de ligne, prenant les numéros de 76 à 100. Le 9e régiment d'infanterie légère prend le nom de 84e régiment d'infanterie de ligne.

## Chefs de corps

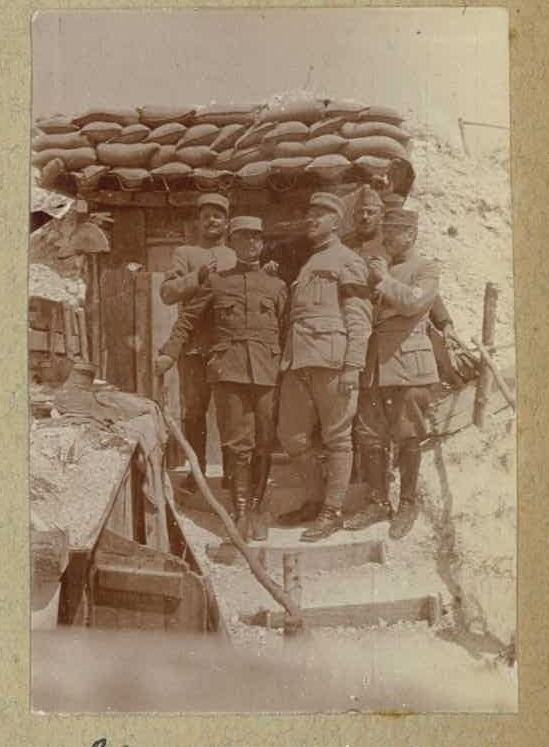
Les officiers du à la cote 108.

- 21 octobre 1791-1793 : Joseph de Buonavita (*)
- 2 janvier 1794 : Charles-François-Bernard de la Fleuderie de Briqueville
- 2 septembre 1794 - 10 mars 1796 : Jean-Pierre Lespinats
- 1796 : Jacques Quétard de La Porte (*)
- 1799 : Joseph Sancey
- 1803 : Jean-Baptiste Charnotet (*)
- 1803 : Joseph Sancey
- 1808 : Jean Hugues Gambin (*)
- 1811 : Jean Pegot (*)
- 1814 : Charles Albert de Wautier (*)
- 1815 : Pierre Chevalier

- 1er janvier 1855 : colonel Jacques-Alphonse Piétrequin de Prangey (*)
- 14 mars 1859 : colonel Albert Cambriels (**)
- 20 août 1863 : colonel Claude-Joseph-Paul Benoit (**)
- 25 août 1870 : lieutenant-colonel Jean-François-Auguste-Hermenengilde-Wulfram-Zozime-Ermin Charmes
- 16 septembre 1870 : lieutenant-colonel Charles Doumenjou
- 28 mars 1871 : colonel Jean-Baptiste-Xavier-Bonaventure Ponsard (*)
- 17 octobre 1871 : colonel Charles-Jean-Jules Doléac
- 27 décembre 1877 : colonel Louis-Charles-Aimé Besson
- 6 février 1886 : colonel Marie-Léon-Paul Libermann (**)
- 23 mars 1891 : colonel Charles-Maurice Doé de Maindreville (*)
- 22 mars 1893 : colonel Marie-François Sériot (*)
- 12 juillet 1900 : colonel Auguste-Hilaire-Maurice de Percin
- 25 mars 1906 : colonel Albert-Henri-Gaston de Robert du Châtelet
- mars 1910 : colonel Charles-Maurice-Sébastien Benoît
- 6 septembre 1914 : lieutenant-colonel Charles Antoine Charpy (**)
- 1er mai 1915 : lieutenant-colonel Edmond Lejay
- 9 juillet 1917 : lieutenant-colonel Prosper-Auguste Bidoz
- 23 mars 1918 : lieutenant-colonel Charles-Théodore Batton
- 3 décembre 1918 : lieutenant-colonel Marie-Roger Barbary de Langlade
- 30 juin 1919 : chef de bataillon Lucas (par intérim)
- 9 juillet 1919 : lieutenant-colonel Jacob-Léon Weiller (*)

(*) Ces officiers sont devenus par la suite généraux de brigade 
(**) Ces officiers sont devenus par la suite généraux de division 

## Historique des garnisons, combats et batailles du84eRI

### Guerres de la Révolution et de l'Empire

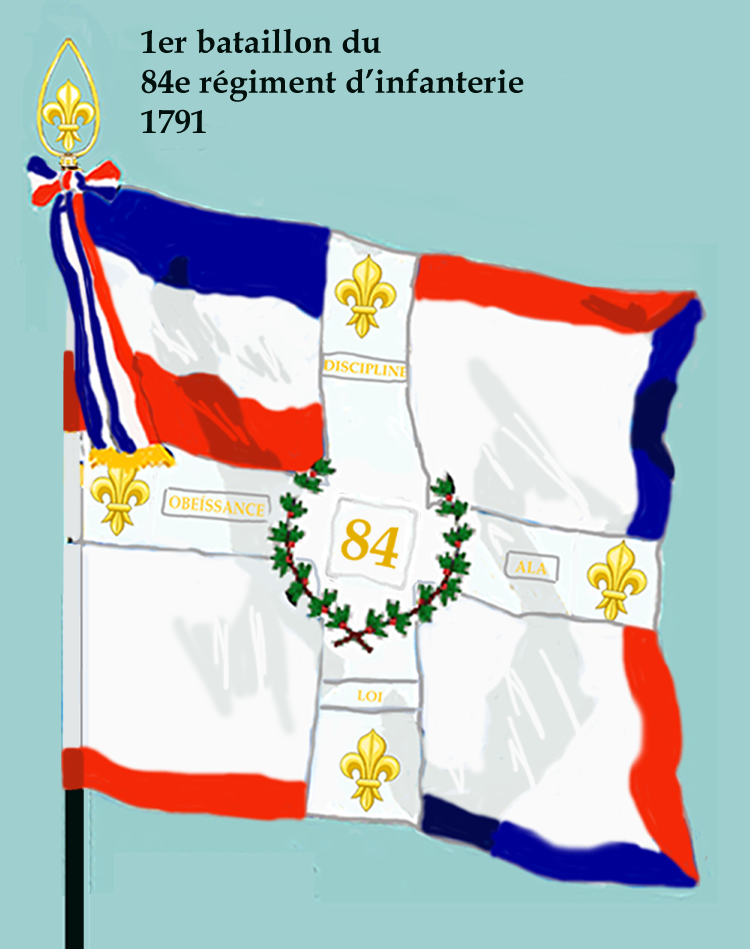
Drapeau du 1er bataillon du 84e régiment d'infanterie de ligne de 1791 à 1793
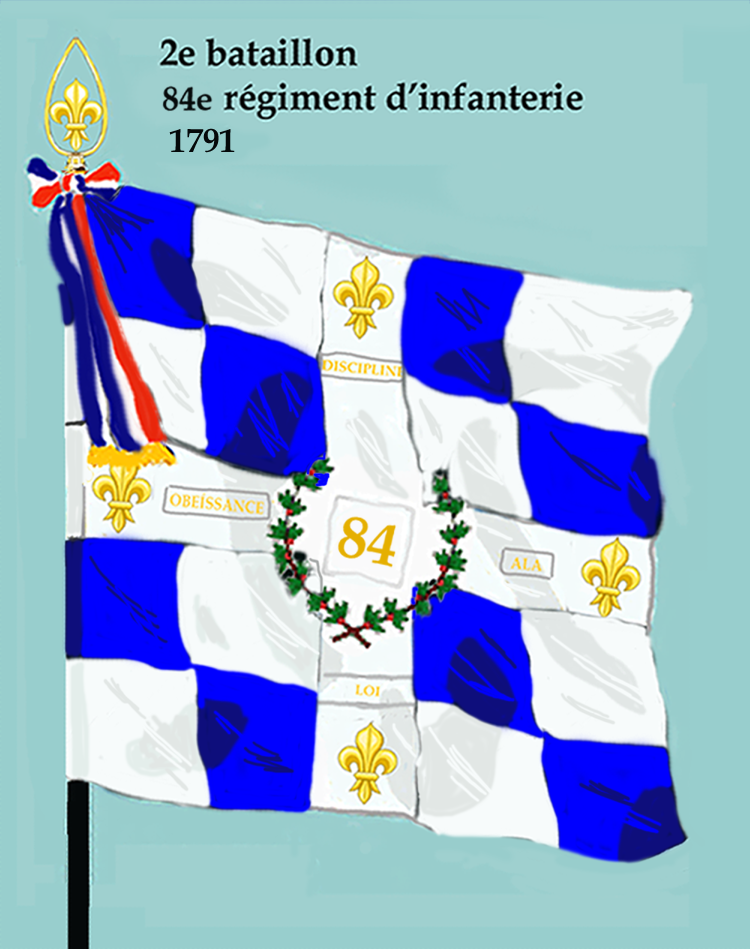
Drapeau du 2e bataillon du 84e régiment d'infanterie de ligne de 1791 à 1793

- 1793 :
  - Compagnie de grenadiers : Armée de Mayence, Siège de Mayence, Guerre de Vendée
- An II :
  - Armée du Nord

- An VI :
  - Armée de Rhin-et-Moselle

- 1805 : Campagne d'Autriche
  - Bataille de Haslach-Jungingen
  - Bataille d'Elchingen

- 1812 : Campagne de Russie
  - Bataille d'Ostrovno

- 1813 : Campagne d'Allemagne
  - 16-19 octobre : Bataille de Leipzig
- 1814 : Guerre d'indépendance espagnole
  - 27 février : bataille d'Orthez

### Second Empire
Le décret du 24 octobre 1854 réorganise les régiments d'infanterie légère les corps de l'armée française. A cet effet le 9e régiment d'infanterie légère prend le numéro 84 et devient le 84e régiment d'infanterie de ligne.
- Guerre de Crimée

- Campagne d'Italie (1859)
  - Bataille de Montebello (1859) (inscrite sur le drapeau régimentaire)
  - Bataille de Solférino

- Guerre franco-prussienne de 1870
  - Siège de Bitche
  - Bataille de Noisseville
  - Siège de Metz (1870) (le chef de corps fait incinérer le drapeau régimentaire le 28 octobre, en désobéissant à la clause de la capitulation conclue par Bazaine qui prescrivait de remettre les aigles de l'armée à l'ennemi)
  - 27 septembre : Combat de Peltre

### 1871 à 1914
Le 27 mars 1871, des éléments du régiment rentrant de captivité sont amalgamés avec d'autres éléments de diverses unités pour former le 1er régiment d'infanterie provisoire.
Lors de la réorganisation des corps d'infanterie de 1887, le 3e bataillon forme le 145e régiment d'infanterie.
Le 1er mai 1891, un détachement du régiment participe à la fusillade de Fourmies.

### Première Guerre mondiale

#### Affectations
En 1914, casernement : Avesnes-sur-Helpe, Le Quesnoy, Landrecies, 2e Brigade d'Infanterie, 1er D.I, 1er corps d'armée.
À la 1re DI d'août 1914 à juin 1915 puis à la 122e DI jusqu'en novembre 1918.

#### 1916

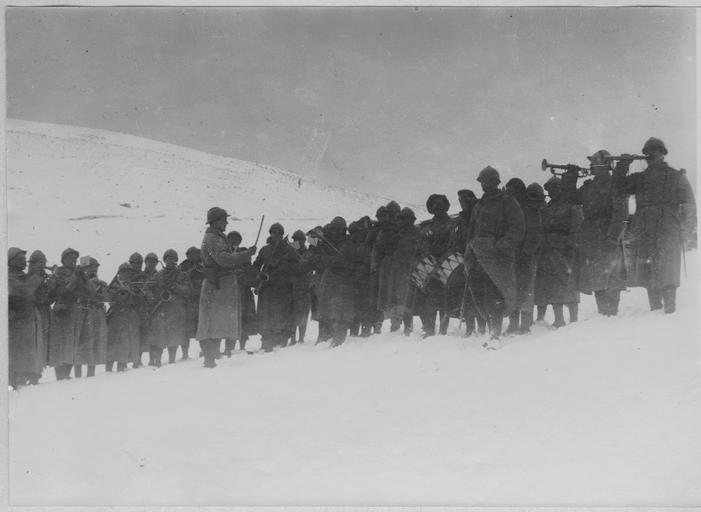
Proche du Vardar.

#### 1914
Siège de Maubeuge.

#### 1918
- Bataille de Skra-di-Legen
- Bataille de Dobro Polje

### Entre-deux-guerres
Il est dissout le 16 février 1920.

### Seconde Guerre mondiale
Formé le 23 août 1939 sous le nom de 84e régiment d'infanterie de forteresse (RIF). Régiment de réserve de type A, il est mis sur pied par le centre mobilisateur d'infanterie no 13 de Metz-Lauter. Il appartient à la 101e division d'infanterie de forteresse et couvre le Secteur Thiérache du secteur fortifié (SF) de Maubeuge, c'est-à-dire de Maubeuge à Trélon. Il fait la liaison avec la 4e DINA. Il subit le premier l'assaut allemand de la 7e Panzer qui perce à Clairfayts avant de se replier avec les restes du 87e RIF dans le SF Escaut. Du 25 au 30 mai 1940, il combat dans la Poche de Lille. Une partie du régiment embarque vers l'Angleterre pendant la bataille de Dunkerque puis retourne sur le champ de bataille en Normandie.

## Traditions et uniformes

### Drapeau
Brodées en lettres d'or dans ses plis, il porte les inscriptions :
- Valmy 1792
- Marengo 1800
- Friedland 1807
- Grätz 1809
- Montebello 1859
- La Marne 1914
- Skra-Di-Legen 1918
- Dobropolje 1918

### Décorations
Par l'ordre général no 7 du 7 mars 1919, le général commandant en chef des armées alliées en Orient décide que le 84e régiment d’infanterie, qui a été cité deux fois à l’ordre de l’armée pour sa brillante conduite devant l’ennemi, aura droit au port de la fourragère aux couleurs du ruban de la croix de guerre.
Sa cravate est décorée de la Croix de guerre 1914-1918  avec deux palmes (deux citations à l'ordre de l'armée).
Il a le droit au port de la fourragère aux couleurs du ruban de la croix de guerre 1914-1918.

### Personnalités ayant servi au84eRI
- Général François Buchet alors major en second
- Général Jean Antoine François Combelle, chef de bataillon dans la 9e demi-brigade d'infanterie légère, le 15 ventôse an X
- Général Jean-Pierre Dellard en tant que fourrier
- André Biguet (1892-1918), poète, figure parmi les 560 écrivains morts pour la France au Panthéon.

## Sources et bibliographie
- Lieutenant Léon Charles Émile Auguste Loÿ : Historiques du 84e régiment d'infanterie de ligne "Un contre dix", du 9e régiment d'infanterie légère "L'Incomparable" et du 4e régiment de voltigeurs de la Garde, Lille, 1905, à lire en ligne
- Serge Andolenko, Recueil d'historiques de l'infanterie française, Paris, Eurimprim, 1969, 413 p. (OCLC 23418405)
- Le 9ème Régiment d'Infanterie Légère 1797-1815 sur frederic.berjaud.free.fr